# Radioåret 1939

## Händelser

### Maj
- 23 maj - Lars-Erik Larssons Pastoralsvit uruppförs vid en radiokonsert i Sveriges Radio [1].

### September
- 1 september – I Tyskland Verordnung über außerordentliche Rundfunkmaßnahmen i kraft, och gör det straffbart att lyssna på "fiendesändare" (radioförbrytatare).[2]
- 3 september – Neville Chamberlain, Storbritanniens premiärminister, meddelar "detta land är i krig med Tyskland" kl 11.15 lokal tid (10.15 GMT) på BBC.
- 20 september - Judar i Tyskland förbjuds att inneha radioapparater.

### December
- 11 december I Havanna, Kuba blir CMQ:s Radio Rebelde) första dotterbolag för NBC Red Network basert utanför USA och Kanada[3].
- 25 december – Charles Dickenss En julsaga läses för första gången på amerikansk radio.

## Födda
- 21 januari – Wolfman Jack, amerikansk radio-discjockey.
- 30 augusti – John Peel, brittisk producent och radioman.

### Fotnoter
1. ↑  100 år med Aftonbladet – 1939, 1999
2. ↑  Verordnung über außerordentliche Rundfunkmaßnahmen. Reichsgesetzblatt (RGBl) I 1939, S. 1683
3. ↑  http://www.time.com/time/magazine/article/0,9171,772121,00.html Arkiverad 2 februari 2011 hämtat från the Wayback Machine. 
"Radio: Cuba Joins," 19 december 1939, Time.com